# Val d'Otro
La valle d'Otro (Oltertol in lingua walser) è una valle laterale dell'alta Valsesia, situata nel territorio comunale di Alagna Valsesia, percorsa dal torrente omonimo, affluente del fiume Sesia.

## Geografia
La valle, che si apre a ovest dell'abitato di Alagna, è accessibile soltanto a piedi, tramite il ripido ma facile sentiero n°3 che, in circa un'ora di cammino, conduce alle frazioni di Otro. Le sei frazioni, i cui nomi sono Felleretsch, Follu, Tschukke, Dorf, Scarpia e Weng, sono piccoli villaggi composti di poche case; esse sorgono a circa 1700 metri di altitudine e sono abitate soltanto durante la stagione estiva.

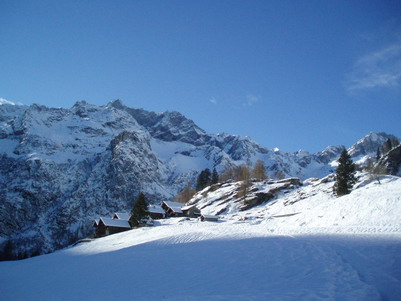
Panorama invernale con il Corno Bianco

Le loro case, costruite in legno e pietra, presentano la tipica struttura delle abitazioni walser delle valli a sud del Monte Rosa. Il complesso paesaggistico e architettonico costituito dai villaggi walser della valle d'Otro è uno dei più integri e dei meglio conservati della regione attorno al Monte Rosa.
A quote più elevate si trovano invece i vasti pascoli per i quali la valle era nota fino dal medioevo, dove sorgono molti alpeggi: l'alpe Pianmisura piccola e grande, l'alpe Dsender, l'alpe Tailli, l'alpe Kultiri, l'alpe Granus, l'alpe Zube (situata a ben 2515 metri di quota). La vetta più alta della valle è il Corno Bianco (m. 3320), sulle cui pendici si trovano due piccoli ghiacciai: il nevaio (o glacio nevato) di Puio e il ghiacciaio d'Otro, dal quale ha origine l'omonimo torrente che percorre tutta la valle. In un'ampia conca morenica, situata a oltre 2400 metri di quota, sono adagiati i due laghi Tailli.

## Storia

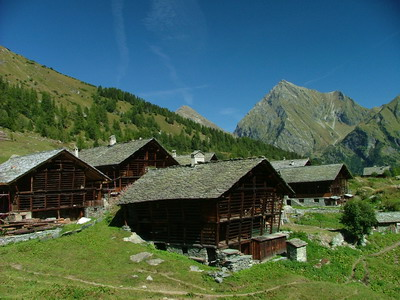
La frazione Scarpia (m. 1726) e, sullo sfondo, il monte Tagliaferro

La valle d'Otro nel medioevo era un ricco alpeggio appartenente all'importante famiglia dei conti di Pombia. Nel 1025 i membri di questo potente casato, tra i quali Riccardo proprietario dell'alpeggio di Otro, furono puniti dall'imperatore Corrado II per l'appoggio dato ad Arduino d'Ivrea, con la confisca dei loro beni; tra questi beni vi era l'alpe d'Otro, che fu donata dall'imperatore dapprima al vescovo di Vercelli e in un secondo tempo a quello di Novara. I conti di Pombia però erano a quel tempo molto potenti e, nonostante l'ordine di confisca fosse ribadito in numerosi diplomi imperiali e venisse confermato da vari imperatori che si successero sul trono imperiale di Germania, riuscirono a conservare il possesso delle terre oggetto della confisca.
Nel 1083 il conte Guido II di Pombia donò la valle, insieme ad altri beni da lui posseduti in Valsesia, all'abbazia di Cluny, che ne trasferì la proprietà al priorato cluniacense di Castelletto Cervo fondato proprio in quegli anni (1087-1092) come "monastero privato" della famiglia dei conti di Pombia. Con questa operazione la famiglia metteva definitivamente al sicuro i beni oggetto delle confische imperiali, trasferendone la proprietà a un ente ecclesiastico che ne garantiva l'immunità dalle pretese degli imperatori, ma contemporaneamente mantenendoli sotto lo stretto controllo della famiglia, alla quale spettavano di diritto la nomina dell'abate e il controllo finanziario sui beni del monastero.
Nel XIII secolo, il priorato (e i conti di Biandrate e del Canavese, discendenti dei conti di Pombia, che sul monastero avevano mantenuto un certo controllo) favorì il trasferimento dei coloni walser nelle proprie terre e la creazione di nuovi insediamenti stabili, allo scopo di aumentare il valore e la rendita dei propri beni. I primi coloni walser giunsero in valle d'Otro probabilmente da Gressoney, ma si può dire che nella valle si creò un amalgama tra famiglie walser provenienti da differenti aree: così ai primi coloni arrivati da ovest (forse da Gressoney direttamente, forse tramite la Val Vogna), si aggiunsero quelli, giunti da Macugnaga, che già si erano insediati presso Alagna e Pedemonte.
Le mutate condizioni climatiche (Piccola era glaciale) resero difficile la sopravvivenza di un insediamento permanente in valle, così, probabilmente già nel corso del XVI secolo, Otro iniziò a essere lasciato disabitato durante i mesi invernali e ad essere utilizzato come maggengo; una situazione che nel XVIII secolo venne formalizzata in un vero e proprio patto tra gli abitanti: uomini e bestiame avrebbero lasciato la valle la vigilia di Natale (24 dicembre) per farvi ritorno il giorno di San Giuseppe (19 marzo). Agli inizi del Novecento, in località Belvedere, fu costruito un albergo, aperto durante la stagione estiva, che, in seguito, fu collegato ad Alagna tramite una cabinovia; fu costruito anche un impianto di risalita (skilift), tra il Belvedere e le frazioni di Otro. Con la chiusura della cabinovia, nei primi anni '70, albergo e impianti di risalita furono abbandonati.

## Sentieri e rifugi

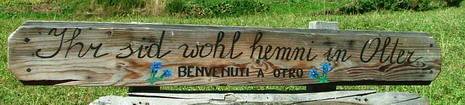
Cartello di benvenuto nel locale dialetto walser

La valle è percorsa da una rete di sentieri in gran parte segnalati (segnavia CAI):
- 1:  Alpe Gender (1.625 m) - Belvedere (1.824 m)
- 3:  Alagna (1.154 m) - Bivacco Ravelli (2.503 m) - passo dell'Uomo Storto (2.870 m)
- 3a: Bivio salita d'Otro (fontana Riri, 1.420 m) - Alpe Gender - Bocchetta di Puio (3.171 m) - Corno Bianco (3.320 m) (il primo tratto è chiuso per frana)
- 3b: Alpe Pianmisura piccola (1.782 m) - Passo Foritsch (2.432 m) - Passo Zube (2.874 m)
- 3c: Alpe Zube (2.515 m) - Alpe Granus (2.338 m)
- 3e: Bivacco Ravelli - Laghi Tailli (2.386 m)[5]
- 3f: Alpe Tailli (2.065 m) - Sella di Costa (.2397 m)

Due sono le strutture adibite a rifugio all'interno della valle:
- Presso la frazione Follu (1.664 m) sorge il rifugio e punto di ristoro Zar Senni (Alla Latteria).
- In località laghetto di Terrafrancia (2.500 m circa) è situato invece il Bivacco Luigi Ravelli.